# Венжик, Ян
Ян Венжик (Вонжик) (пол. Jan Wężyk; 1575, Воля Вежикова — 27 мая 1638, Лович) — римско-католический и государственный деятель Речи Посполитой, епископ Пшемысля (1619—1624), архиепископ Познани (1624—1627), архиепископ Гнезненский и примас Польши (1627—1638), интеррекс, временный глава Речи Посполитой в период междуцарствия (1632—1633), королевский секретарь, духовный писатель. Доктор обоих прав.

## Биография
Представитель шляхетского рода герба Вонжик. Учился в иезуитском коллегиуме в Калише, затем в Кракове, потом — в 7 лет в Риме. Получил научную степень доктора обоих прав.
По возвращении в Польшу быстро поднялся по карьерной лестнице духовной иерархии. Был архидиаконом Люблина, каноником в Кракове, проректором Сандомирским.
С 1614 — архидиакон в Варшаве. Служил секретарём короля Сигизмунда III Вазы, специализировался на итальянских делах.
В 1619 г. был назначен епископом Пшемысля, в 1624 — архиепископом Познанским, в 1626 г. стал архиепископ Гнезненский и примасом Польского государства, и в этом сане оставался до своей смерти в 1638 г. На этом важном посту он принимал деятельное участие и в политической жизни государства. Был активным противником короля Сигизмунда III в деле избрания на московский престол его сына королевича Владислава IV.
Пользовался известностью и как церковный писатель. Из сочинений его наиболее известны:
- «Synodus provincialis Gnesneusis, A. D. 1628 die 22 Mai celebrata» (Krakow, 1629),
- «Constitutiones Synodorum Metropolitanae Ecciesiae Gnesnensis Provincialium» (1637)
- «Synodus Provincialis Gnesnensis» (1634).